# 广西长筒蕨
广西长筒蕨（学名：Selenodesmium siamense）为膜蕨科长筒蕨属下的一个种。

## 扩展阅读
- 維基物種上的相關：广西长筒蕨